# 2A busz (Salgótarján)
A salgótarjáni 2A buszok a Helyi Autóbusz-állomás és Somlyóbánya között közlekedik. A vonalon szóló autóbuszok közlekednek mivel Somlyóbánya hegyvidéki területen helyezkedik el. Menetideje 15 perc.

## Útvonala
| Somlyóbánya felé: | Helyi autóbusz-állomás felé:                                                                                                |
| --- | --- |
| Helyi autóbusz-állomás – Rákóczi út – Forgách Antal út – Vasvári Pál út – Kazári út – Somlyói út – Csille köz – Somlyóbánya | Somlyóbánya – Csille köz – Somlyói út – Kazári út – Vasvári Pál út – Forgách Antal út – Rákóczi út – Helyi autóbusz-állomás |

## Megállóhelyei
| 2A (Helyi autóbusz-állomás – Somlyóbánya) |                                     |          | | |
| Perc (↓)                                  | Megállóhely                         | Perc (↑) | Megállóhelyet érintő járatok                                                                                | Fontosabb létesítmények                                                                                              |
| 0                                         | Helyi autóbusz-állomás              | 15       | 1, 1U, 2A, 2T, 3, 3C, 4, 5, 6, 7, 7A, 7B, 7C, 8, 9, 11, 11A, 11B, 13, 14, 19, 27A, 36, 46, 58, 63, 63S, 113 | Salgótarján külső Salgótarján helyi autóbusz-állomás                                                                 |
| 2                                         | Külső-pályaudvar bejárati út        | 13       | 1, 1U, 2A, 2T, 3, 3C, 4, 5, 6, 7, 7A, 7B, 7C, 8, 9, 11, 11A, 11B, 13, 14, 19, 27A, 36, 46, 58, 63, 63S, 113 | Salgótarján külső Salgótarján helyi autóbusz-állomás                                                                 |
| 4                                         | Tűzhelygyár alsó                    | 11       | 1, 1U, 2A, 2T, 3C, 5, 6, 7, 7A, 7B, 7C, 8, 11, 11A, 11B, 13, 14, 19, 27A, 36, 46, 58, 63, 63S, 113          | Tűzhelygyár |
| 5                                         | Tűzhelygyár                         | 10       | 1, 1U, 2A, 2T, 3C, 5, 6, 7, 7A, 7B, 7C, 8, 11, 11A, 11B, 13, 14, 19, 27A, 36, 46, 58, 63, 63S, 113          | Tűzhelygyár, Salgótarjáni Szakképzési Centrum Stromfeld Aurél Gépipari, Építőipari és Informatikai Szakközépiskolája |
| 6                                         | ÉMÁSZ                               | 9        | 2A, 2T, 27A                                                                                                 | ÉMÁSZ |
| 7                                         | Forgách Antal út 55.                | 8        | 2A, 2T, 27A                                                                                                 | |
| 9                                         | Forgáchtelep, szövetkezeti italbolt | 6        | 2A, 2T, 27A                                                                                                 | |
| 10                                        | Forgáchtelep                        | 5        | 2A, 2T, 27A                                                                                                 | |
| 11                                        | Somlyó hegyalja                     | 4        | 2A, 2T, 27A                                                                                                 | |
| 13                                        | Somlyóbánya alsó                    | 2        | 2A, 2T, 27A                                                                                                 | |
| 15                                        | Somlyóbánya                         | 0        | 2A, 2T, 27A                                                                                                 | |

| 2T (Helyi autóbusz-állomás – Somlyóbánya – Somlyó forduló) |                                     |          | | |
| Perc (↓)                                                   | Megállóhely                         | Perc (↑) | Megállóhelyet érintő járatok                                                                                | Fontosabb létesítmények                                                                                              |
| 0                                                          | Helyi autóbusz-állomás              | 19       | 1, 1U, 2A, 2T, 3, 3C, 4, 5, 6, 7, 7A, 7B, 7C, 8, 9, 11, 11A, 11B, 13, 14, 19, 27A, 36, 46, 58, 63, 63S, 113 | Salgótarján külső Salgótarján helyi autóbusz-állomás                                                                 |
| 2                                                          | Külső-pályaudvar bejárati út        | 18       | 1, 1U, 2A, 2T, 3, 3C, 4, 5, 6, 7, 7A, 7B, 7C, 8, 9, 11, 11A, 11B, 13, 14, 19, 27A, 36, 46, 58, 63, 63S, 113 | Salgótarján külső Salgótarján helyi autóbusz-állomás                                                                 |
| 4                                                          | Tűzhelygyár alsó                    | 16       | 1, 1U, 2A, 2T, 3C, 5, 6, 7, 7A, 7B, 7C, 8, 11, 11A, 11B, 13, 14, 19, 27A, 36, 46, 58, 63, 63S, 113          | Tűzhelygyár |
| 5                                                          | Tűzhelygyár                         | 15       | 1, 1U, 2A, 2T, 3C, 5, 6, 7, 7A, 7B, 7C, 8, 11, 11A, 11B, 13, 14, 19, 27A, 36, 46, 58, 63, 63S, 113          | Tűzhelygyár, Salgótarjáni Szakképzési Centrum Stromfeld Aurél Gépipari, Építőipari és Informatikai Szakközépiskolája |
| 6                                                          | ÉMÁSZ                               | 14       | 2A, 2T, 27A                                                                                                 | ÉMÁSZ |
| 7                                                          | Forgách Antal út 55.                | 13       | 2A, 2T, 27A                                                                                                 | |
| 9                                                          | Forgáchtelep, szövetkezeti italbolt | 11       | 2A, 2T, 27A                                                                                                 | |
| 10                                                         | Forgáchtelep                        | 10       | 2A, 2T, 27A                                                                                                 | |
| 11                                                         | Somlyó hegyalja                     | 9        | 2A, 2T, 27A                                                                                                 | |
| 13                                                         | Somlyóbánya alsó                    | 7        | 2A, 2T, 27A                                                                                                 | |
| 15                                                         | Somlyóbánya                         | 5        | 2A, 2T, 27A                                                                                                 | |
| 16                                                         | Somlyóbánya üdülőtelep alsó         | 4        | 2T | |
| 17                                                         | Somlyóbánya üdülőtelep              | 3        | 2T | |
| 18                                                         | Somlyóbánya üdülőtelep felső        | 2        | 2T | |
| 19                                                         | Somlyó forduló                      | 1        | 2T | |

## Közlekedés
A járattal Salgótarján Forgáchtelep városrésze és Somlyóbánya közelíthető meg. 2012. február 4. óta van fontos szerepe Forgáchtelep ellátásában, mivel - a főleg ezen városrészt lefedő, vele itt párhuzamosan közlekedő - 25 és a 25A busz megszűnt.
Reggeltől kora estig általában óránként közlekedik, csak késő este jár kétóránként, hétvégén szintén egy illetve kétórás időközönként közlekedik napszaktól függően. Kiegészíti a közlekedését két járat, a 27A és az 52-es jelzésű autóbusz. Előbbi átszállásmentes kapcsolatot biztosít a járat által érintett városrészek és a Belváros valamint a Kórház között, míg utóbbi a piaccal teremt közvetlen kapcsolatot.

## Betétjáratok
2T
A járatnak ez az egy darab betétjárata létezik amely a nyári időszakban (általában április vége és november eleje között) közlekedik. Naponta négyszer van indulása, a Helyi Autóbusz-állomásról 8:20-kor, 14:45-kor, 17:35-kor és 18:40-kor a Somlyói végállomásról 8:40-kor, 15:05-kor, 17:55-kor és 19:00-kor indul. Ezen járatok a fent említett időszakon kívül - azaz általában november eleje és április vége között 2A jelzéssel közlekednek. A 2T járatok menetideje 19 perc
Korábbi jelölése 2B volt, 1988-ban kapta a 2T jelzést
2C
2018. január 1-től, munkanapokon, kora reggel közlekedik az alábbi viszonylatjelzéssel egy járat, amely a Somlyói végállomásról indulva a belvároson keresztül (a Füleki úti körforgalomnál visszafordulva) közlekedik. Végállomása ugyanúgy a Helyi autóbusz-állomás. A járat 5 óra 55 perckor indul, s csak munkanapokon közlekedik.

## Külső hivatkozások
- Valós idejű utastájékoztatás Archiválva 2018. augusztus 21-i dátummal a Wayback Machine-ben